# میشائل فابر

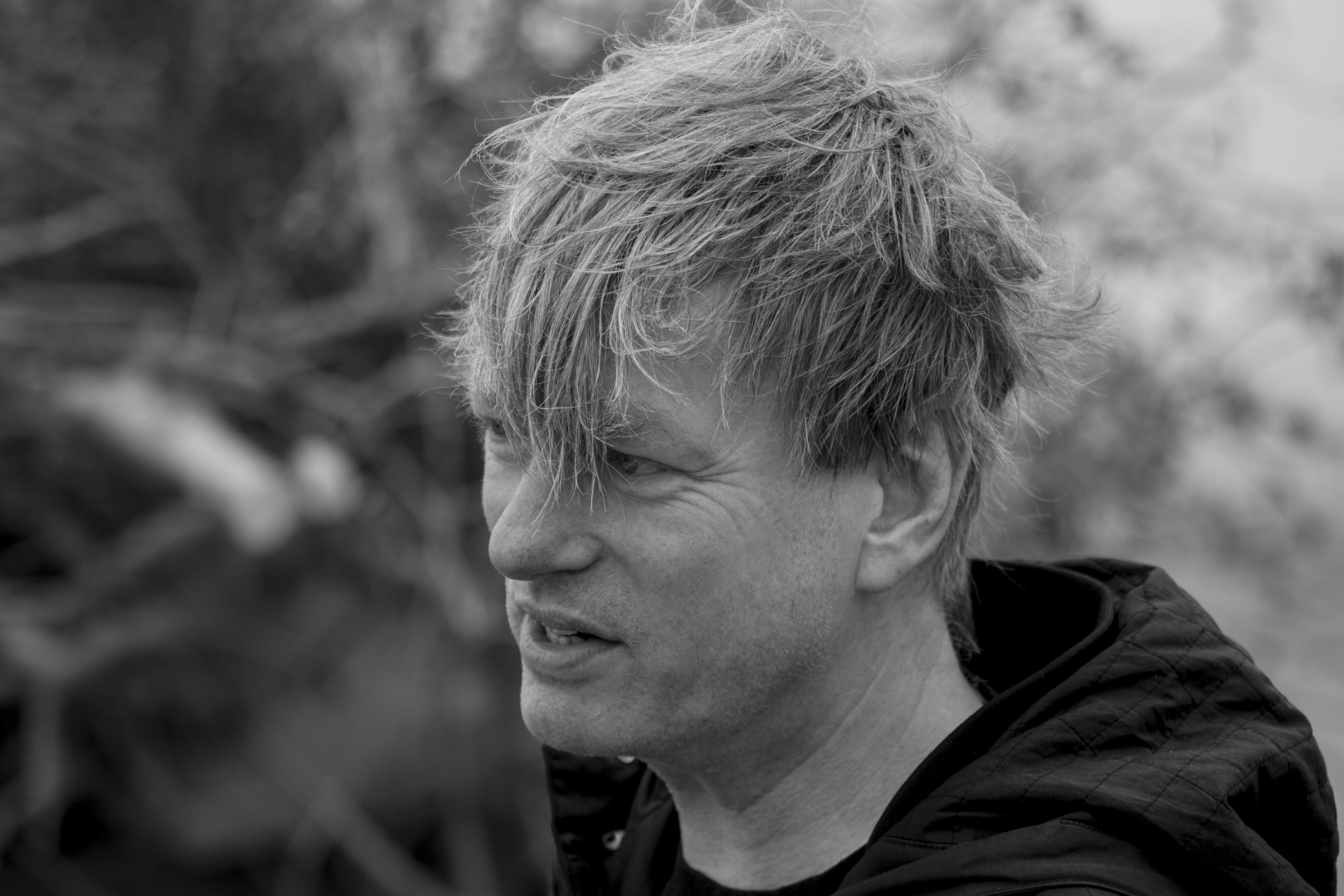
)

میشائل فابر (به آلمانی: Michael Faber) بازیکن فوتبال و مدافع اهل آلمان شرقی بود که از سال ۱۹۶۳ میلادی عضو تیم ملی فوتبال آلمان شرقی بوده‌است.

## تیم ملی
وی در ۱ بازی ملی حضور داشته و در بازی‌های ملی‌اش گلی به ثمر نرساند. میشائل فابر آخرین بازی ملی خود را در سال ۱۹۶۳ میلادی انجام داد.